# Phaedra Van Keymolen
Phaedra Van Keymolen, née le 19 janvier 1976 à Alost, est une femme politique belge, membre du Christen-Democratisch en Vlaams (CD&V).

## Biographie
Phaedra Van Keymolen nait le 19 janvier 1976 à Alost.
Le 4 février 2025, elle devient députée fédérale à la Chambre des représentants en remplaçant Vincent Van Peteghem qui devient ministre dans le Gouvernement De Wever.